# Sopwith Aviation Company

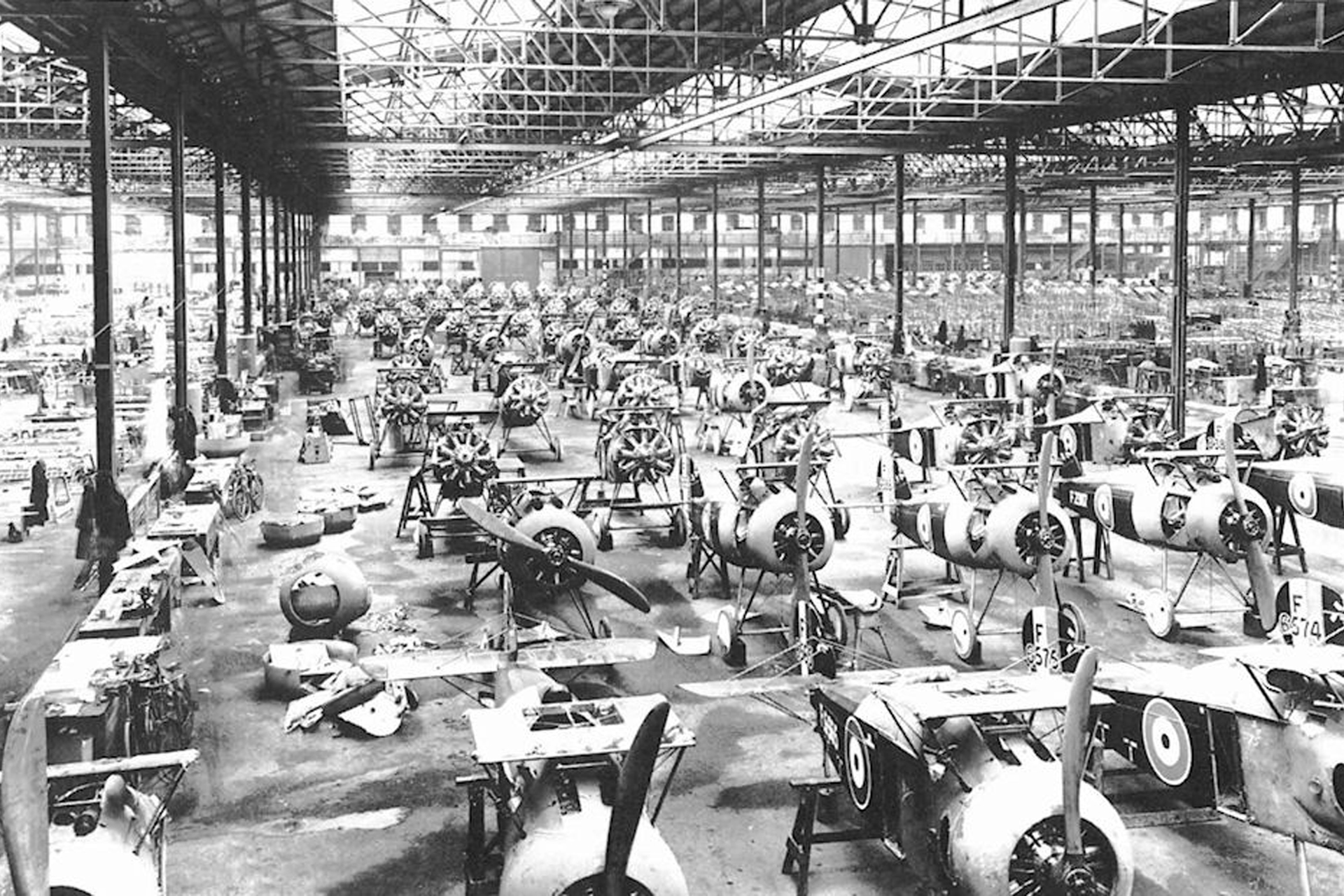
Sopwith fabriek

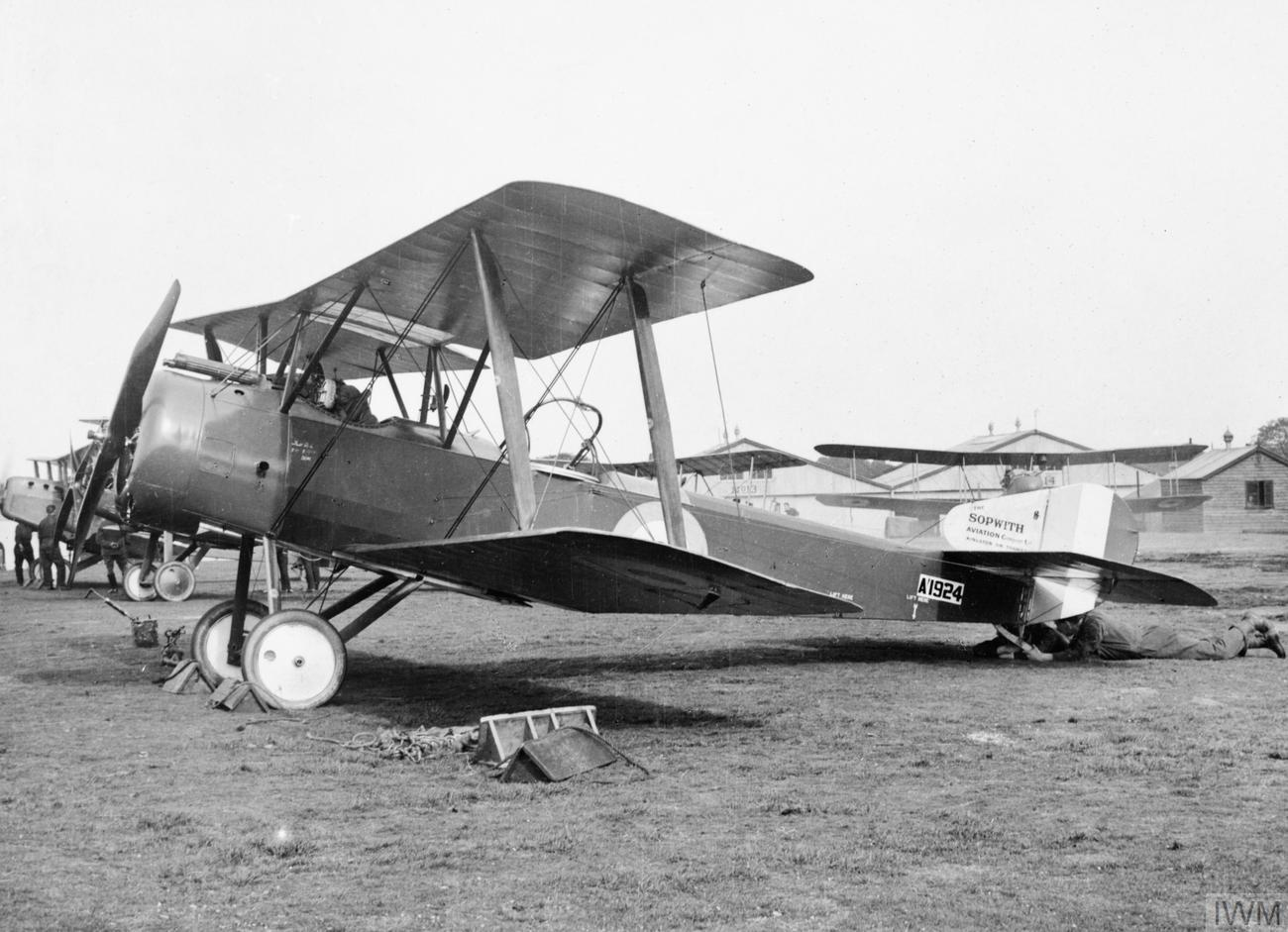
Sopwith Strutter

De Sopwith Aviation Company, en later bekend als Sopwith Aviation & Engineering Company, was een Britse vliegtuigfabrikant voor de Royal Naval Air Service, Royal Flying Corps en later Royal Air Force (RAF) in de Eerste Wereldoorlog. Het meeste bekende toestel was de Sopwith Camel. Andere landen die Sopwith vliegtuigen hebben gebruikt zijn Frankrijk, België en de Verenigde Staten.
In april 1919 werd het bedrijf omgedoopt tot Sopwith Aviation & Engineering Company Limited. In september 1920 ging het bedrijf in vrijwillige liquidatie nadat een stap om motorfietsen te bouwen mislukte. De patenten en activa werden gekocht door een nieuw bedrijf, HG Hawker Engineering.

## Oprichting
De Sopwith Aviation Company werd in juni 1912 opgericht door Thomas Octave Murdoch (Tommy, later Sir Thomas) Sopwith (1888-1989). Hij was toen 24 jaar oud en had een grote interesse in luchtvaart, zeilen en autoracen. In november 1912 verkocht hij zijn eerste militaire vliegtuig en een maand later verhuisde het bedrijf naar een fabrieksterrein bij Kingston treinstation in zuidwest Londen.

## Eerste Wereldoorlog
In de Eerste Wereldoorlog werden meer dan 16.000 vliegtuigen gemaakt waarvan meer dan 5000 van de zeer succesvolle Sopwith Camel. Sopwith had zelf onvoldoende capaciteit om zulke grote aantallen te leveren en veel onderaannemers werden ingezet om aan de militaire vraag te voldoen. Tegen het einde van de oorlog huurde Sopwith de National Aircraft Factory No.2 in Ham. Deze fabriek, gebouwd door de Britse overheid, lag ongeveer 2 kilometer ten noorden van de bestaande fabriek. Hierdoor kon het bedrijf de productie van de Snipe, Dolphin en Salamander aanzienlijk verhogen. De groei was enorm in die jaren, in 1914 telde het 200 werknemers en tegen het einde van de oorlog was dit gestegen naar 6000.

## Ondergang en doorstart
Direct na de oorlog zakte de vraag naar vliegtuigen sterk in. Het leger plaatste geen bestellingen meer en er werden veel voormalige militaire vliegtuigen te koop aangeboden. In 1919 werd het bedrijf omgedoopt tot Sopwith Aviation & Engineering Company en ging men in licentie motorfietsen maken van het merk ABC Motors. In september 1920 werd de Kingston-fabriek gesloten en besloot het bedrijf tot vrijwillige liquidatie.
Een jaar later was sprake van een doorstart. Alle fabrieken, machines en ontwerpen gingen over naar H.G Hawker Engineering Company. De leiding van dit bedrijf bestond uit Thomas Sopwith (verkoop), Fred Sigrist (productie) en Harry Hawker (testpiloot die zich ook richtte op het vliegtuigontwerp). Harry Hawker was van Australië naar Engeland gekomen om te leren vliegen. Hij kwam hiervoor terecht bij Sopwith en werd aangenomen als testpiloot. Zijn naam werd gebruikt voor de nieuwe bedrijfsnaam om verwarring met het oude Sopwith te vermijden.